# 상군 (산시성)
상군(上郡)은 중국의 옛 군이다.

## 전국·진
원래는 위나라에서 설치한 군이었고, 혜문군 10년(기원전 328년) 위나라가 진나라에 상군 15현을 바쳤다. 이전까지 진나라는 전국을 현으로 나누었고 내사의 관할 아래에 두었으나, 이때 획득한 땅을 바탕으로 상군을 설치했으니, 이것이 진나라에서 처음으로 군을 설치한 것이다. 치소는 부시현(지금의 위린 시 남동)이었다. 아래 표는 현재까지 밝혀낸 속현들이다.
| 현명 | 한자 | 대략적 위치                                                              | 근거 |
| ---- | ---- | ------------------------------------------------------------------------ | --- |
| 부시 | 膚施 | 위린 시 쑤이더현 남동? 징볜현 용안고성(龍安古城)?                        | 전세 진나라 병기 과에 새겨진 '왕육년상군수질지조, 거공례'(王六年上郡守疾之造, 莒工禮)                                                                  |
| 양주 | 陽周 | 옌안시 쯔창 현 북서 양주고성                                             | 전세 진나라 병기 모에 새겨진 '양주새사마'(陽周塞司馬)                                                                                                  |
| 은양 | 圜陽 | 위린 시 쑤이더 현                                                        | 전세 진나라 병기 상군과에 새겨진 '은양'(圜陽) |
| 고노 | 高奴 | 옌안 시                                                                  | 시안 교외 아방궁 유지에서 출토된 진고노권(秦高奴權)에 '고노석'(高奴石) 등                                                                              |
| 칠원 | 漆垣 | 퉁촨시 북서                                                              | 내몽골 준가르 기 우얼투거우진묘(勿尔图沟秦墓)에서 출토된 진소양왕십이년상군수수과(秦昭襄王十二年上郡守壽戈)에 새긴 문구 중 '칠원공사승'(漆垣工師丞) 등 |
| 광연 | 廣衍 | 오르도스 시 준가르 기 우얼투거우 고성                                    | 진소양왕십이년상군수수과와 같이 나온 구리 모와 도기 호(壺) 위에 새겨진 '광연'(廣衍)                                                                    |
| 낙도 | 洛都 | 옌안 시 간취안현 북서                                                    | 진나라 봉니 '낙도승인'(洛都丞印) 등 |
| 정양 | 定陽 | 옌안 시 이촨현 북서                                                      | 진나라 봉니 '정양시승'(定陽市丞) 등 |
| 조음 | 雕陰 | 옌안 시 푸현 북                                                          | 황룽 현에서 수집된 진혜문왕 후원11년 도관상착인(陶罐上戳印)에 '조음'(雕陰) 등                                                                          |
| 원도 | 原都 | ?                                                                        | 전세저록품 진나라 관인 '원도좌위'(原都左尉) |
| 평도 | 平都 | 위린 시 헝산구 삼좌고성(三座古城)?                                       | 전세 진나라 병기 '평도'(平都) 노기 |
| 도경 | 徒涇 | ?                                                                        | 출토된 진나라 병기 과에 새겨진 '도경'(徒涇) 등 |
| 평주 | 平周 | 위린 시 미즈현 일대                                                      | 1984년 산시 성 툰류 현에서 출토된 진나라 평주과에 새겨진 '평주'(平周)                                                                                  |
| 중양 | 中陽 | ?                                                                        | 1983년 내몽골 칭수이허 현 고성 유적에서 출토된 진나라 병기 중양과에 새겨진 '중양'(中陽)                                                                |
| 서도 | 西都 | ?                                                                        | 1985년 내몽골 에진호로 기 훙칭허 향에서 출토된 십오년상군수수과(十五年上郡守壽戈) 명문에 '서도'(西都)                                                  |
| 무고 | 武庫 | ?                                                                        | 1957년 허베이 성 이 현 연하도유지에서 출토된 진나라 병기 십팔년상군과(十八年上郡戈) 명문에 '상군무고'(上郡武庫) 등                                     |
| 평륙 | 平陸 | ?                                                                        | 전세 진나라 병기 십사년□평언씨극(十四年□平匽氏戟) 명문에 '평륙'(平陸) 등                                                                               |
| 요   | 饒   | ?                                                                        | 전세 진나라 병기 중양요과(中陽饒戈) 명문에 '요'(饒) |
| 박릉 | 博陵 | 위린 시 선무시 여대보당고성(如大保當古城)·하가을고성(河家圪臺古城) 유지? | 장가산한간 《질률》 중 '박릉'(博陵) 등 |
| 백토 | 白土 | 오르도스 시 에진호로 기 알탄시러 진 동가거 촌 남서 1 m 고성?             | 1980년 허난 성 비양 현 관장북강3호 진나라 묘에서 출토된 동종 명문에 '상백'(上白)                                                                       |
| 부창 | 富昌 | 오르도스 시 준가르 기 남동                                               | 전세 전국 삼진 고새(古璽) 중 조나라 '부창한군'(富昌韓君) 사인                                                                                          |

이 중 정양은 전국시대 위나라, 부시, 중양, 서도는 전국시대 조나라 땅이었다. 부창은 조나라 임호(林胡)의 땅이었다.

## 전한
진나라가 쇠퇴하고 흉노가 묵돌선우의 통치 하에 발흥하면서, 옛 진나라 시절 치소인 부시현까지 흉노의 세력권으로 들어갔다. 진나라가 기원전 206년에 멸망하고 항우가 각지에 제후왕을 봉하면서 이곳은 적(翟)나라의 봉토가 됐다. 적나라에서는 수도를 현재의 옌안시 바오타구 지역인 고노(高奴)에 두었다. 1년 후 한왕 유방(전한 고제)에게 적왕 동예가 항복하면서 한나라에 편입돼 도로 상군이 됐고, 한왕이 항우를 패망시키고 중국을 통일하면서 한나라의 열다섯 직할 군 중 하나가 됐다. 원시 2년(2년)의 인구조사에 따르면 10만 3683호, 60만 6658명을 관할했다. 위청과 곽거병의 흉노 정벌이후 수많은 흉노인들이 농서군, 삭방군, 오원군, 북지군, 운중군과 본군에 정착했는데, 본군에는 이때 귀부한 흉노인들을 담당하는 흉귀도위(匈歸都尉)를 새외에 두었고, 삭방자사부에 속했다.
아래의 속현 목록은 한서 지리지를 따른 것이다. 원연·수화 연간(기원전 8년 무렵)의 현황으로 여겨지며, 일반적으로 첫 현이 군국의 치소로 간주된다. 총 23현(22현 1도)이다.
| 현명   | 한자   | 대략적 위치               | 비고 |
| ------ | ------ | ------------------------- | --- |
| 부시현 | 膚施縣 | 위린시 남동               | 오룡산(五龍山), 제(帝), 원수(原水), 황제(黃帝)의 사당 네 곳이 있다.                                                   |
| 독락현 | 獨樂縣 | 위린시 헝산구 동          | 염관이 있다. |
| 양주현 | 陽周縣 | 위린시 헝산 구 남         | 교산(橋山)이 남쪽에 있어 황제총(黃帝冢)이 있다.                                                                       |
| 목화현 | 木禾縣 | ?                         | |
| 평도현 | 平都縣 | 옌안시 쯔창 현 남서       | |
| 천수현 | 淺水縣 | 옌안시 황링현 북서        | |
| 경실현 | 京室縣 | ?                         | |
| 낙도현 | 洛都縣 | ?                         | |
| 백토현 | 白土縣 | 위린시 선무시 서          | 은수(圜水)가 서쪽에서 나와서 동으로 황하에 들어간다.                                                                  |
| 양락현 | 襄洛縣 | 옌안시 푸현 북서          | |
| 원도현 | 原都縣 | ?                         | |
| 칠원현 | 漆垣縣 | 퉁촨시 이쥔현 서          | |
| 사연현 | 奢延縣 | 어얼둬쓰시 우선 기 남서   | |
| 조음현 | 雕陰縣 | 옌안시 푸 현 북           | 응소에 따르면 조산(雕山)이 서남쪽에 있다.                                                                             |
| 추사현 | 推邪縣 | ?                         | |
| 정림현 | 楨林縣 | 어얼둬쓰시 준거얼 기 남서 | |
| 고망현 | 高望縣 | 어얼둬쓰시 우선 기 북     | 북부도위의 치소가 있다.                                                                                               |
| 조음도 | 雕陰道 | 옌안시 간취안현 서        | |
| 구자현 | 龜茲縣 | 위린시 북                 | 속국도위의 치소가 있다. 염관이 있다. 안사고에 따르면 한나라에 항복해 온 구자국 사람들을 본현에 정착시킨데서 작명했다. |
| 정양현 | 定陽縣 | 옌안시 남동               | 응소에 따르면 정수(定水)의 북쪽[陽]이다.                                                                              |
| 고노현 | 高奴縣 | 옌안시 북                 | 유수(洧水)가 있는데, 태울 수 있다.                                                                                    |
| 망송현 | 望松縣 | ?                         | 북부도위의 치소가 있다.                                                                                               |
| 의도현 | 宜都縣 | ?                         | |

## 신나라
군의 이름을 증산(增山)으로 고치고 다음 현의 이름을 바꿨다.
| 전한       | 신                 |
| ---------- | ------------------ |
| 양주(陽周) | 상릉치(上陵畤)     |
| 경실(京室) | 적속(積粟)         |
| 낙도(洛都) | 비순(卑順)         |
| 백토(白土) | 황토(黃土)         |
| 양락(襄洛) | 상당정(上黨亭)     |
| 칠원(漆垣) | 칠장(漆牆)         |
| 사연(奢延) | 사절(奢節)         |
| 추사(推邪) | 배사(排邪)         |
| 정림(楨林) | 정간(楨幹)         |
| 고망(高望) | 견녕(堅甯)         |
| 고노(高奴) | 이평(利平)         |
| 의도(宜都) | 견녕소읍(堅寧小邑) |

## 후한
10성 5,169호 28,599명을 거느렸으나 140년(한순제 영화 5년), 남흉노 구룡왕, 오사, 차뉴가 오환족, 선비족, 강족 등의 이민족들을 거느리고 반란을 일으켰을 때 본군의 도위, 군사마를 살해하고 병주, 양주, 유주, 기주를 공격했을 때 치소를 좌풍익 하양현으로 옮겼다. 후한말기 강족과 선비족에게 점령당하면서 폐지되었다.
| 현명     | 한자     | 대략적 위치             | 비고                                                                                |
| -------- | -------- | ----------------------- | ----------------------------------------------------------------------------------- |
| 부시현   | 膚施縣   |                         |                                                                                     |
| 백토현   | 白土縣   |                         |                                                                                     |
| 칠원현   | 漆垣縣   |                         |                                                                                     |
| 사연현   | 奢延縣   |                         |                                                                                     |
| 조음현   | 雕陰縣   |                         |                                                                                     |
| 정림현   | 楨林縣   |                         |                                                                                     |
| 정양현   | 定陽縣   |                         |                                                                                     |
| 고노현   | 高奴縣   |                         |                                                                                     |
| 구자후국 | 龜茲屬國 |                         |                                                                                     |
| 후관현   | 候官縣   | 현재 위치는 알 수 없다. | 현재 위치는 알 수 없다.                                                             |
| 하양현   | 夏陽縣   | 웨이난시 한청시 남      | 본래 좌풍익의 속현이었으나 140년 남흉노의 공격으로 상군의 치소가 본현으로 옮겨졌다. |

## 위진~북조
강족과 선비족이 차지하고 있었다. 서진대에는 4부의 선비족이 거주하고 있고 이중 육축연이라는 자가 상군을 실질적으로 지배하고 있었다. 그는 유연이 하동군과 평양군을 점령하자 유연에게 투항했다.
후한말기 강족과 선비족이 점령하면서 버려진 상군은 전진대에 재건되었고 전진이 비수대전이후 무너진뒤에 후진, 하나라가 차지했다.

## 북위
북위는 옛 상군지역에 하주와 동진주를 두고 삭방군, 편성군, 금명군, 녹성군, 중부군등을 두었다. 동진주는 북화주(北華州)로 개명되었다. 서위는 부주(敷州)를 두었다. 북주는 572년(천화 7년) 부주(鄜州)로 고치고 마방(馬坊)을 두었다.

## 수당
606년(수 양제 대업 2년), 부성군(鄜城郡)으로 칭했다가 다음해인 607년에 상군으로 개명했다. 옛 상군의 중심지였던 옌안시지역에는 연안군이, 위린 시 지역에는 유림군이 설치되었다. 5현 53,489호를 거느렸다.619년(당 고조 무덕 2년), 당나라는 북주때 설치된 마방에서 이름을 따와 부주의 남쪽 부성현, 내부현으로 방주(坊州)를 신설했다.
부주는 620년(당 고조 무덕 3년)에 치소가 직라현(直羅縣)으로 옮겨졌다. 628년(당 태종 정관 2년), 도독부가 설치되었는데, 4년뒤인 632년(당 태종 정관 6년)대도독부로 격상되었다가 635년(당 태종 정관 9년)다시 도독부로 돌아왔다. 742년(당 현종 천보 원년) 낙교군(洛交郡)으로 개명되었으나 758년(당 숙종 건원 원년) 부주로 복귀했다. 부주는 과거 5현을 두었다가 1,703호 51,216명을 거느렸다가 천보연간에는 23,483호 153,714명으로 인구가 늘었다.
| 현명   | 한자   | 대략적 위치              | 비고 |
| ------ | ------ | ------------------------ | --- |
| 낙교현 | 洛交縣 | 옌안시 푸 현             | 583년(수 문제 개황 3년) 신설되었다. |
| 내부현 | 內部縣 | 옌안 시 황링현           | 과거 부주(敷州) 내부군이 있었으나 583년, 대업초 순으로 내부군과 부주가 폐지되었다. 619년 방주로 이관되었다.                                                                                                |
| 삼천현 | 三川縣 | 옌안 시 푸현 사선향 북동 | 서위때 장성현(長城縣)에서 삼천현으로 개명되었다. 이인현(利仁縣)을 통폐합했다. 구당서에는 현내에 화지수(華池水), 흑수(黑水), 낙수(洛水)의 3개하천이 모인다고하여 삼천현으로 이름이 붙여졌다고 기록되어있다. |
| 부성현 | 鄜城縣 | 옌안 시 황룽현 서        | 북위때 부성현(敷城縣)이었다가 대업초에 지금의 이름으로 개명되었다. 619년 방주가 신설되면서 방주로 이관되었다.                                                                                              |
| 낙천현 | 洛川縣 | 옌안 시 뤄촨현 구현진    | 부수(鄜水)가 흐른다. |
| 직라현 | 直羅縣 | 옌안 시 푸 현 직라진     | 620년 낙교현과 삼천현에서 분리신설되었고 현성인 직라성의 이름을 따와 직라현이 되었다. |
| 감천현 | 甘泉縣 | 옌안 시 간취안현         | 618년 낙교현에서 복륙현(伏陸縣)을 신설했는데, 742년 지금의 이름으로 개명되었다. |

## 군수·태수
- 질(疾, 진 혜문왕 5년·6년)[3]
- 간(間, 진 소양왕 7년)[3]
- 수(壽, 진 소양왕 12년)[3]
- 빙(冰, 진 장양왕 2년)[3]
- 양(고제 시기 ~ ?)
- 이광(경제, 무제 시기)
- 풍야왕(기원전 31년 ~ ?)
- 풍립(성제 시기)
- 왕 아무개(? ~ ?): 외효와 공손술을 섬기다 광무제에게 귀순한 왕준의 아버지다.
- 왕민(王旻, ? ~ ?): 황보규의 친구다.
- 마운(馬員, 신나라 시기): 마원의 형이다.
- 마운(25년 ~ ?)